# Hvítá (Borgarfjörður)
Hvítá (Borgarfjörður) (in lingua islandese: fiume bianco) è un fiume che scorre nella regione del Vesturland, nella parte occidentale dell'Islanda.
Ci sono altri fiumi in Islanda che portano lo stesso nome Hvítá, che significa fiume bianco, in quanto l'acqua di fusione dei ghiacciai da cui si originano, tende a impartire un colore bianco latteo al corso d'acqua.

## Descrizione
Hvítá è un fiume nell'Islanda occidentale, che scorre nella valle Reykholtsdalur, nel territorio comunale di Borgarbyggð.
Il fiume è formato dalla confluenza di piccoli ruscelli alimentati da acque di sorgente e da acque di fusione dei ghiacciai e ha una lunghezza totale di 117 km. La portata media in estate è di 60-100 m³/s, in inverno 70-90 m³/s. La portata massima è stata misurata in 500 m³/s.
Il bacino idrografico si estende su una superficie di 1685 km².

## Il corso del fiume
Il Hvítá si origina nel campo lavico di Hallmundarhraun, più precisamente nel cosiddetto Hvítárdrög tra i vulcani di origine glaciale Eiríksjökull e Strútur. Questo campo di lava si è formato circa 1100 anni fa, in seguito a eruzioni da crateri situati sul bordo settentrionale del ghiacciaio Langjökull.
Il fiume scorre inizialmente verso nord-ovest, per poi deviare verso ovest dopo pochi chilometri; questa resta poi la sua direzione principale. Scorre oltre Kalmanstunga, piega leggermente verso sud e poi di nuovo verso ovest, e quindi scorre lungo le pendici del vulcano Húsafell a nord-est del villaggio di Húsafell. Poco lontano dall'inizio della strada sterrata Kaldidalur, sull'altopiano sopra Húsafell, l'affluente Geitá, che scende dal ghiacciaio Langjökull, va a confluire nel Hvítá. Oltrepassato Húsafell, che consiste in un'ampia zona di case vacanza e alcune fattorie, scorre più a ovest lungo le pendici dei monti Bæjarfell e Lambafell.
Le cascate Barnafoss e Hraunfossar si trovano a circa 10 km a valle. Il fiume continua il suo corso attraverso la valle Hvítárdalur, che prende il suo nome dal fiume, e che corre parallela alla valle Reykholtsdalur. Oltrepassata la cascata Hraunfossar, la valle appartiene al distretto di Hvítársíða a nord del fiume e a Hálsasveit a sud, in direzione di Reykholt.
Dopo circa 30 chilometri la valle si allarga e il fiume fa una chiara curva verso sud-ovest. Scorre più lentamente, attraversa gli ex comuni di Stafholtstungur e Bæjarsveit, e dopo altri 40 km sfocia infine nel fiordo di Borgarfjörður, tra Hvanneyri e Andakil.

## Pesca
Come in molti altri fiumi dell'Islanda, viene molto praticata la pesca, in particolare al salmone.